# Ізобестична точка
Ізобестична точка (англ. isobestic point) — довжина хвилі (чи хвильове число), за якої сумарне поглинання зразка не змінюється під час хімічної реакції чи за певних фізичних змін у зразку. Спостерігається та визначається як точка перетину серії кривих залежності поглинання світла від довжини хвилі або частоти (точка однакового поглинання) в електронних спектрах ряду розчинів зі змінними концентраціями двох по-різному поглинальних компонентів A і B, де сума їх концентрацій залишається сталою. Це зустрічається: в рівноважних системах, у яких відносний вміст двох компонентів регулюється певним фактором (наприклад, pH, температурою); у випадку хімічних реакцій, у яких один поглинальний компонент — реактант, другий — продукт (A → B); у сумішах зі сталою сумарною і змінними концентраціями компонентів, у яких відсутня взаємодія між A і B, що впливає на їх поглинання (у всіх випадках А і В можуть бути індивідуальними сполуками або сумішами, але за незмінного їх співвідношення).